# Nadieżda Charczenko
Nadieżda Charczenko (ros. Надежда Александровна Харченко, ur. 27 marca 1987) – rosyjska piłkarka grająca na pozycji pomocnika, zawodniczka krasnoarmiejskiej Rossijanki i reprezentacji Rosji, uczestniczka Mistrzostw Europy w Piłce Nożnej Kobiet 2009.